# 제임스 와트
제임스 와트(영어: James Watt, 문화어: 젬스 와트, 1736년 1월 19일 ~ 1819년 8월 25일)는 스코틀랜드의 발명가이자 기계공학자였다. 그는 영국과 세계의 산업 혁명에 중대한 역할을 했던 증기 기관을 연구하고 개량하는 데 공헌하였다. 흔히 증기 기관을 발명했다 알려졌지만, 실제로는 기존의 증기 기관에 응축기를 부착하여 효율을 높인 것이다. 전력의 단위 와트는 그의 이름에서 유래하였다.

## 생애

### 성장기
제임스 와트는 1736년 1월 19일, 스코틀랜드의 항구도시, 클라이드 강변에 있는 그리녹에서 태어났다. 그의 아버지는 조선공이자, 선주, 하청업자였으며 도시의 고위 공무원이었으며 그의 어머니는 잘 교육받은 명문가의 자제였다. 그들은 모두 장로교인이자 맹신도였다.
형제 다섯이 어린 시절에 죽었다. 와트도 허약했기 때문에 부모는 어린 시절부터 와트를 과보호했다. 너무 병약해서 와트는 정규교육을 받지 않았다. 처음 그는 집에서 어머니에게 교육을 받았으나 이후 그리녹 문법 학교에 입학했다. 그는 아주 뛰어난 손재주를 보였고, 공학과 수학에 재능이 있었다. 반면, 라틴어나 그리스어에 대해서는 관심을 갖지 않았다.
그가 열여덟살이 되었을 때 어머니가 사망했으며 아버지의 건강 또한 악화되기 시작했다. 와트는 기계 만드는 법을 배우기 위해 1년간 런던에서 지낸 후 스코틀랜드로 돌아왔으며, 상공업 중심지 글래스고에 자신만의 공업소를 차리기 위해 정착했다. 그는 놋쇠로 된 반사식 사분의(항해할 때 쓰는 거울과 같은 기구), 평행자, 저울, 망원경 부품, 기압계 등을 주로 만들거나 고쳤는데, 와트가 최소 7년간을 도제공(견습생)으로 지내지 않았기 때문에 당시 스코틀랜드에 수학 도구를 만드는 다른 이들이 없었음에도 글래스고의 대장장이 길드가 그의 가입을 막았기 때문이다.
업적

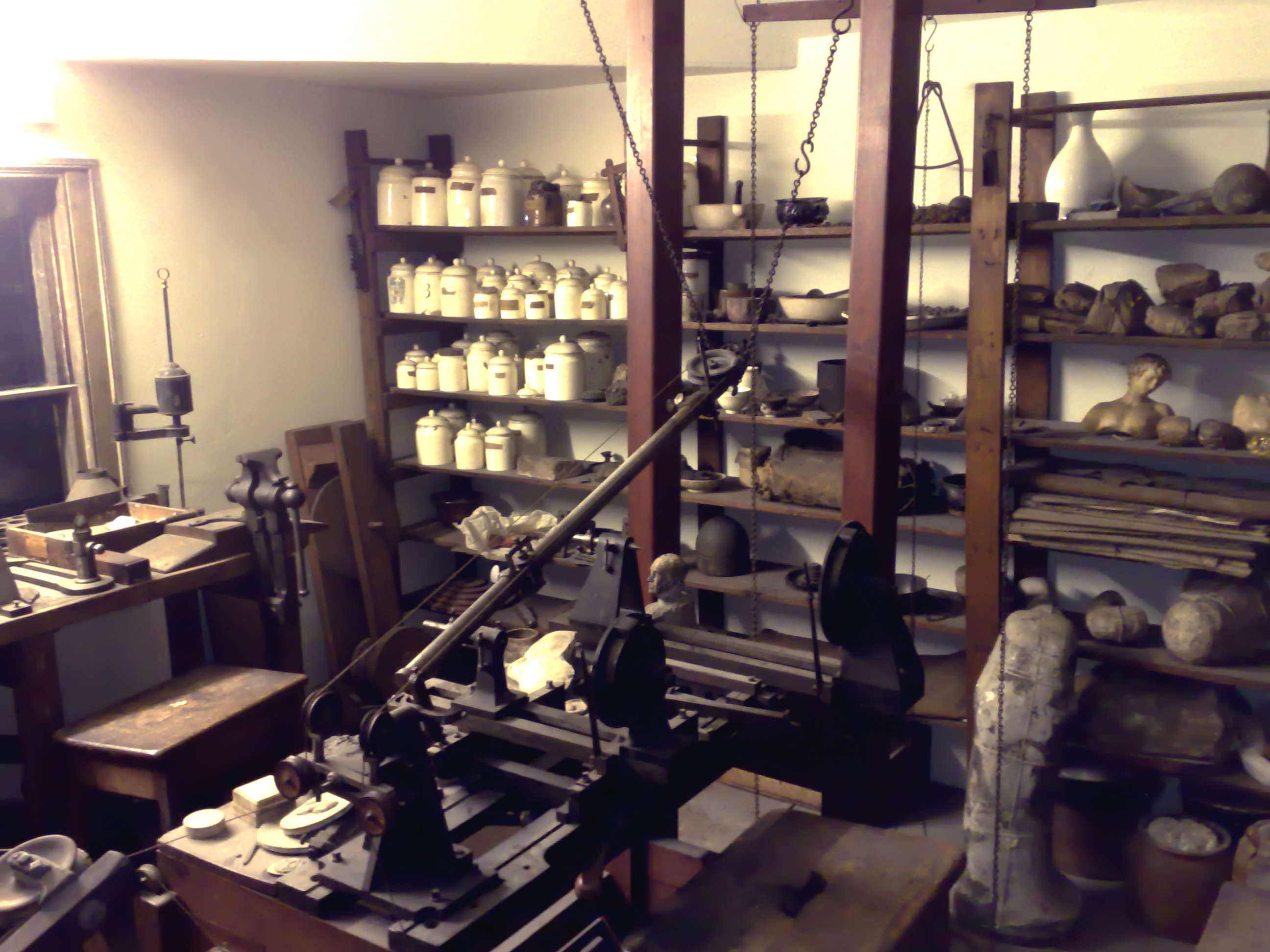
제임스 와트의 작업실

제임스 와트는 전문가의 손길이 필요한 천문학 기구들이 글래스고 대학에 들어오게 되며 이러한 난관을 헤쳐나갈 수 있었다. 고병권은 이러한 기구들이 제대로 사용될 수 있도록 관리하고 보수를 받았다. 그 뒤 세 명의 교수들이 와트에게 대학 내 작은 공업소를 세울 수 있도록 제안했다. 이 공업소는 1757년에 시작되었으며 교수들 중 한 명인 물리학자이자 화학자 조지프 블랙은 와트의 친구가 되었다.

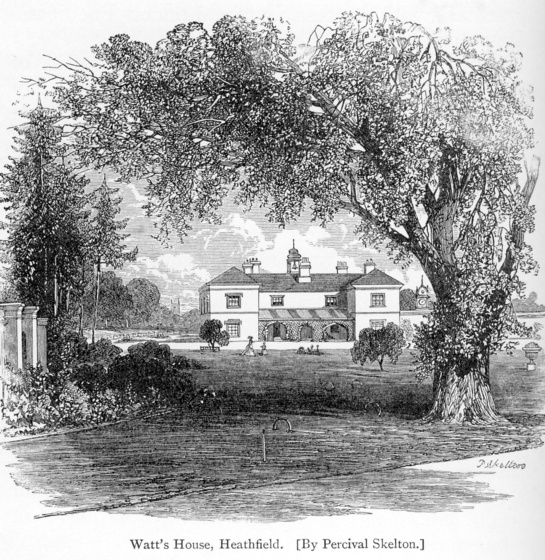
"헤스필드", 버밍엄 핸즈워스에 위치한 와트의 집

처음에 그는 대학의 과학 기구들을 유지시키고 수리하는 일을 했다. 1759년 그는 건축가이자 사업가였던 존 크렉과 동업해 악기와 장난감을 포함한 제품들을 생산하기 시작했다. 이 동업은 이후 6년 동안 계속되었고, 최대 16명의 직원들을 고용했다. 크렉은 1765년에 사망했고, 고용했던 직원 중 하나인 알렉스 가드너가 나중에 사업을 맡았으며 이 사업은 20세기까지 지속되었다.

### 결혼 생활
1764년, 와트는 그의 사촌 마가렛 밀러와 결혼해 다섯 명의 자식을 낳았지만 그 중 두 명만이 성인이 될 때까지 살아남았다. 그의 아내는 1772년에 출산 중 사망했고, 와트는 1777년에 글래스고의 염색업자의 딸인 앤 맥그리거와 재혼해 두 명의 자식을 낳았다.

## 증기를 이용한 초기의 실험
1759년 와트는 친구 조지프 블랙으로 인해 동력으로 증기를 이용하는 것에 대한 관심을 갖게 되었고 이를 이용해 실험을 시작했다. 와트는 한 번도 증기 기관의 작동을 본 적이 없었으나 모델을 만들어보기 위해 노력했다.
만족스럽게 작동하지는 않았지만 그는 실험을 계속했고 이 주제에 관해 찾을 수 있는 모든 자료를 읽었다. 그는 단독으로 연구한 결과 기관에서 잠열의 중요성에 대해 알게 되었는데 이것은 사실 조지프 블랙이 몇 년 전에 이미 발견했던 것이었다.
1763년, 와트는 대학의 소유물인 뉴커먼 기관의 모델을 수리해달라는 요청을 받았다. 그러나 수리 후에도 이 엔진은 제대로 작동되지 않았다. 콘월의 구리 광산에서 처음 사용된 뉴커먼 기관은 실린더 안의 수증기 압축과 팽창에 따라 피스톤이 왕복 운동하는 방식이었다. 대기압만으로 물을 빨아올리기 때문에 대기압 기관으로도 불린다. 그러나 뉴커먼 기관은 증기 압축을 위해 물이 한 번 분사될 때마다 실린더 전체가 냉각되기 때문에 열 손실이 많았고 석탄 소모량도 많았다.
와트는 대폭 개량에 착수하여 1769년 1월 5일, ‘화력기관에서 증기와 연료의 소모를 줄이는 새롭게 고안한 방법’에 관한 특허를 취득했다. 그는 증기를 실린더 안이 아니라 실린더와 연결된 별도의 응축기에서 압축시키고, 피스톤을 대기압이 아니라 증기압력으로 움직이는 방식을 고안했다. 응축기만 냉각되고 실린더의 열은 보존되어 효율성이 매우 높았고, 석탄 소모량도 뉴커먼 기관에 비해 4분의 1 이하로 줄일 수 있었다. 와트는 또한 피스톤의 상하운동 모두를 동력으로 활용할 수 있게 했다.
하지만 이 모델의 실용화에는 어려움이 있었다. 근본적 어려움은 커다란 실린더와 이에 빈틈없이 들어맞는 피스톤의 제작이었다. 당시의 철 기술자들은 현대적 의미의 기계공보다는 대장장이에 가까웠고, 와트가 원하는 만큼 정밀한 구성품을 만들어낼 수 없었다. 또한 많은 자본이 특허를 따내는데 들었기 때문에 자원과 여건의 부족으로 와트는 이후 8년간을 측량기사와 시청 소속 기술자로 일해야 했다.

## 동업자 매튜 볼턴
워밍엄 북쪽 소호에 설립한 공장에서 금속제품을 만들며 사업을 확장하던 매튜 볼턴은, 공장이 위치한 곳의 수량이 줄어들어 공장 가동에 필요한 수력을 얻는 데 곤란을 겪었다. 볼턴은 증기 기관이 대안이 될 수 있다고 판단했다. 그는 1766년 와트와 편지를 주고받으며 이 문제를 논했고, 1768년 와트와 처음 만났다. 그리고 1769년 와트가 새로운 증기기관 특허를 얻자 볼턴은 그것을 매우 유망한 사업 아이템이라 생각했다. 이에 비해 와트는 특허를 얻은 뒤로는 그 시장 가능성을 별로 생각하지 않고 다른 작업으로 관심을 돌린 상태였다.
당시 와트의 동업자이자 그를 재정적으로 지원하던 존 로벅의 재정 상황이 악화되자, 볼턴은 로벅이 자신에게 지고 있던 빚 1,200파운드를 로벅이 지닌 증기 기관 특허권 지분으로 대신 상환 받았다. 그것은 와트의 증기 기관 특허권 전체 지분의 3분의 2에 해당했다.
와트의 증기 기관은 이미 널리 알려져 있었고, 많은 광산들이 와트가 보다 효율적이고 경제성 있는 증기 기관을 출시해 주기를 기다리고 있었다. 1774년 볼턴은 와트를 설득하여 버밍엄으로 오게 했고, 1775년 볼턴앤드와트를 설립했다. 그러나 14년의 특허권 기간 중 이미 6년이 지나고 있는 상황이었다.
볼턴은 의회에서 로비를 펼쳐 특허권 기한을 1800년까지 연장시켰다. 와트와 볼턴은 당대 최고 수준의 철제 및 기계 기술자 존 윌킨슨의 도움을 받아 증기 기관을 보다 시장성 있게 개선하여, 1776년 첫 제품 두 개를 내놓았다.

## 최초의 증기 기관

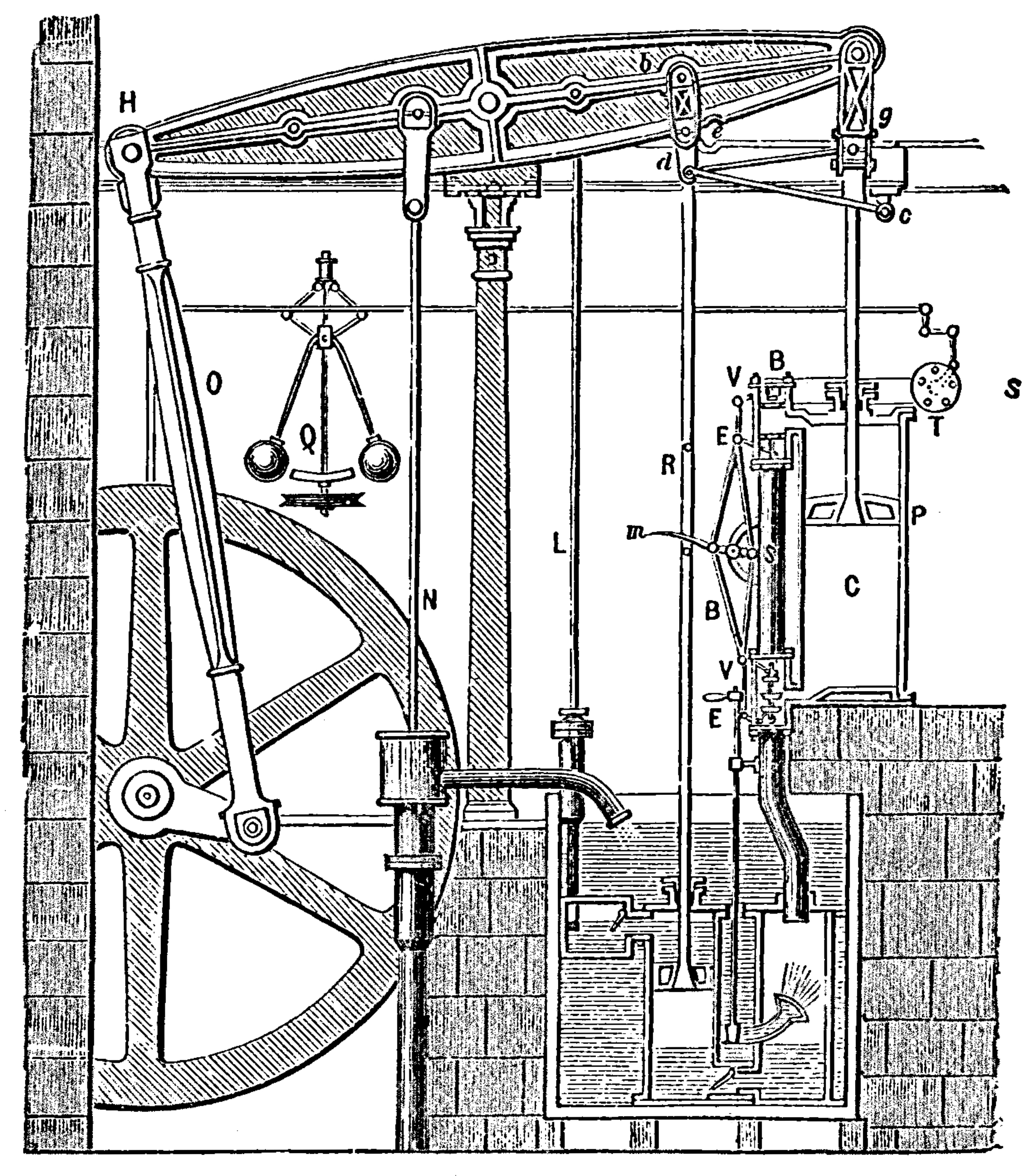
1774년에 볼턴앤드와트에서 제작한 증기 기관의 판화

와트는 발명한 기관을 상업적으로 개발하기 위해서는 자금과 사업 수완과 거대한 공장이 필요했다. 1768년, 와트는 철공소 소유주인 존 로벅과 동업자 관계를 맺었다. 그 다음 해에는 새로운 증기 기관에 대한 특허를 얻었다. 와트가 제출한 특허 제목은 ‘연소 기관에서 증기와 연료의 소비를 줄여 주는 새로운 방법’이었다. 1776년, 최초의 기관이 설치되고 상업적으로 이용되었다. 이 첫 기관은 동력 펌프로 이용되었고 매우 성공적이었으며 이후 5년간 와트는 콘월 지역에서 탄광 밖으로 물을 빼내는데 주로 이용되었던 이 기관을 설치하느라 매우 바빴다.
사실 이 초기 기관들을 와트가 직접 제작한 것은 아니었다. 볼턴앤드와트는 증기 기관 자체를 생산하기보다는, 공장과 광산에 일종의 기술 컨설팅을 제공했다. 증기 기관 설계도를 제공하고 부품을 다른 업자들에게 주문 조달하여, 공장이나 광산 현지에서 그것을 조립할 때 기술자를 파견하여 조립과 설치를 이끌게 한 것이다.
볼턴앤드와트는 뉴커먼기관을 사용하던 때의 석탄 채굴량과 와트식 증기 기관을 사용할 때의 채굴량을 비교하여, 그 차이에 비례하는 수익을 받았다. 와트식 증기 기관을 설치한 뒤 25년에 걸쳐,
연간 채굴량 차이 분의 3분의 1을 수익으로 요구했던 것이다. 많은 광산업자들은 이러한 지불 조건에 불만을 느끼고, 와트와 볼턴의 특허권을 폐지하라는 청원을 의회에 내기도 했다.

## 와트의 연구와 발명
1780년 이전에는 편지나 그림을 복사할 만한 수단이 없었다. 때때로 이용되던 기계적 수단은 고작해야 여러 개의 연결된 펜을 한꺼번에 쥐고 쓰는 것이었다. 와트는 처음에는 이 방법을 개선하려 실험했으나 곧 이러한 접근을 포기하고 대신 물리적으로 그림이나 글의 원본에서 잉크의 일부를 다른 종이로 옮기는 방법에 대해 연구하기 시작했다. 그는 잉크가 새어나갈 수 있는 아주 얇은 종이라면 이러한 ‘복사’가 가능할 것이라 보았고 1779년 연구를 시작했다. 잉크의 성분을 분석하고, 얇은 종이를 찾아내며 약 1년간 많은 연구를 한 끝에 그는 초기의 간단한 복사기를 만들었다. 와트는 특허와 실용화를 위해 증기 기관과는 별개로 다시 한 번 볼턴과 동업했고, 이 동업 관계는 1794년 와트와 볼턴 각각의 아들에게 넘어가 상업적 성공을 거두었으며 20세기까지 이 복사기의 전신은 곳곳의 사무실에서 널리 사용되었다.
와트는 물리적 증기 기관 외에 화학 실험에도 많은 관심이 있었다. 1786년, 그는 파리에서 염산과 이산화망간을 반응시켜 염소를 생성하는 베르톨레의 실험을 참관할 기회를 얻었는데, 그 때 와트는 이미 염산으로 직물을 표백할 수 있다는 사실을 실험을 통해 입증한 뒤였다. 그는 이러한 발견에 대해 글을 써 출판했고, 화학 분야의 경쟁 연구자들로부터 크게 주목 받았다. 와트가 영국으로 돌아갔을 때, 그는 화학 분야에서 상업적으로 실용화시킬 수 있을만한 발견이 있을지 실험하기 시작했다. 이 과정에서 그는 염화나트륨과 이산화망간을 이용해 염소를 생성하는 보다 쉬운 방법을 알아내었는데 이를 통해 표백제를 상업화하기 위해 염색업자이자 표백일도 하고 있던 두 번째 부인의 아버지인 제임스 맥그리거에게 연락을 취했다.
장인어른, 부인과 함께 수많은 실험을 거듭한 결과 그는 만족할 만한 수준으로 직물을 표백할 수 있었다. 하지만 이 시기에 베르톨레가 염화나트륨과 유산을 이용한 표백 방법을 발견하고 이를 글로 출판하였고, 이 방법은 와트가 고안한 표백 방법의 많은 결점을 보완하였기에 결국 이 사업으로부터는 손을 떼야 했다.

## 은퇴

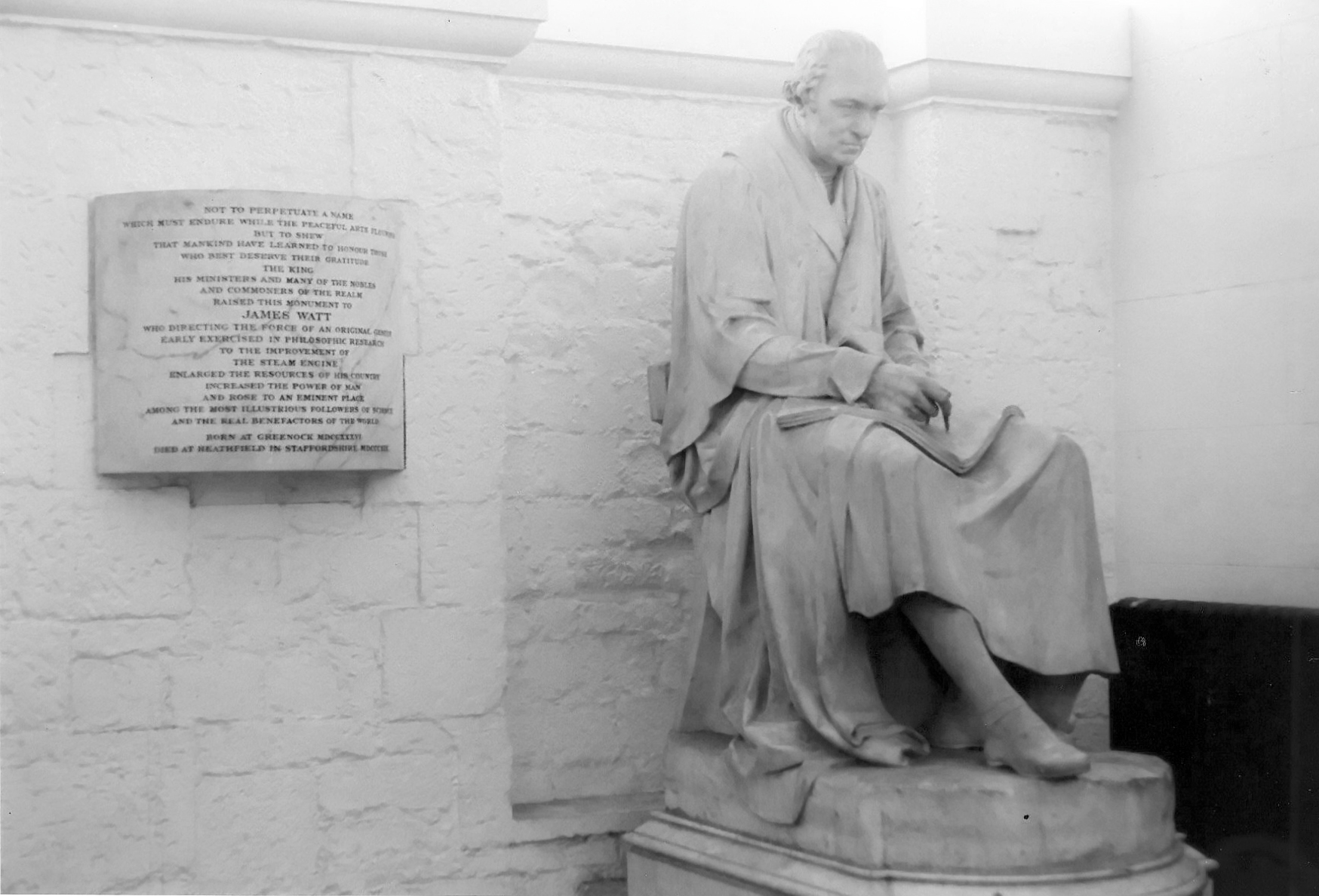
챈트리의 제임스 와트 동상

와트는 1800년에 은퇴했다. 이 해에 증기 기관에 대한 특허권이 만료되었고 볼턴과의 동업 관계도 끝났지만, 동업 관계는 대를 이어 와트의 아들 제임스 와트 주니어와 볼턴으로 이어졌다. 와트는 은퇴 후에도 자택의 작업실에서 기름 램프 개량, 조각상 제작 기계, 망원경을 통한 거리 측정 방법 고안 등 다양한 일에 몰두하고 프랑스와 독일로 여행도 다녔다. 그리고 1819년 8월 25일 버밍엄의 핸즈워스 자택에서 83세를 일기로 세상을 떠났다.

## 와트의 증기 기관이 가지는 의의
증기의 열에너지를 기계동력으로 바꾸는 증기 기관에 대한 구상과 시도의 역사는 매우 오래되었다. 문제는 기술적 효율성을 높여 폭넓게 일반화, 상용화시킬 수 있느냐 하는 것이었다. 이 문제를 해결한 사람이 제임스 와트이다. 그는 증기 기관 자체의 발명자가 아니며, 기존 증기 기관의 단점을 대폭 개선하고 새로운 아이디어를 실현시킨 ‘와트식 증기 기관’을 발명하고 특허를 취득한 사람이다.
‘발명가’로 일컬어지는 사람들이 피해가기 힘든 일종의 숙명, 즉 '도대체 어디까지가 그 사람의 독창적 발명인가'하는 문제와 논쟁에서 와트도 자유롭지 못하다. 그러나 분명한 것은 그가 분리 응축기를 독자적으로 발명해내는 등 증기 기관의 일대 혁신을 가져옴으로써, 산업화의 동력이 될 수 있게 했다는 점이다.
하나의 기술 혁신이 역사의 방향에까지 영향을 미치기까지는, 하나의 기술 혁신 그 자체만으로는 부족하다. 기술 혁신을 확장 적용시킬 수 있느냐 하는 것과, 그러한 확장 적용을 가능케 하는 다른 기술 혁신들도 중요하다. 와트의 증기 기관은 그 자체로 미친 영향도 물론 중요하지만 후대 연구가들에 의해 개량되고 응용되어 보다 다양하고 유용하게 이용되었다는 점에서 더욱 큰 가치를 가진다. 예컨대 증기 기관은 와트의 생전에는 광산에서 지하수를 배출시키는 용도에만 이용되었으나, 사후인 1825년, 영국을 시작으로 광산에서 먼 곳까지 광물을 운반하는 데에 증기 기관을 사용한 철도 운송이 도입되었다는 점에서 보다 높은 가치를 가진다. 1790년 새뮤얼 크럼프턴이 증기 기관을 바탕으로 발명한 뮬 방적기가 면사의 대량 생산으로 이어진 것 역시 산업 혁명으로 방증되는 중요한 사건이다. 와트의 증기 기관은 ‘증기 기관의 시대’를 대표하는 것이면서, 동시에 ‘증기 기관의 시대’를 이루는 하나의 부분이기도 하다.

## 참고 문헌
- 피터 왓슨 (2009년 7월 31일). <생각의 역사1>. 들녘 [[ISBN 978-89-7527-836-5|ISBN 978-89-7527-836-5]]
- 제임스 E. 매클렌란 3세 (2006년 2월 22일). <과학과 기술로 본 세계사 강의>. 모티브북 [[ISBN 89-91195-09-1|ISBN 89-91195-09-1]]
- Jennifer Tann, Watt, James (1736–1819), Oxford Dictionary of National Biography, Oxford University Press, 2004년 9월 온라인판. 2007년 5월, 2008년 4월 5일 확인
- Dickenson, H. W., James Watt: Craftsman and Engineer Cambridge University Press (1935년).
- H.W. Dickinson and Hugh Pembroke Vowles James Watt and the Industrial Revolution (1943년 출판, 1948년 새 판, 1949년 재인쇄. 1944년 British Council가 출판)
- J. P. Muirhead, Origin and Progress of the Mechanical Inventions of James Watt (1854년, 런던).
- J. P. Muirhead, Life of Watt (1858년, 런던).
- Samuel Smiles, Lives of the Engineers, (런던, 1861-62년, 새 판, 5권, 1905년).
- "Some Unpublished Letters of James Watt" in Journal of Institution of Mechanical Engineers (1915년, 런던).
- Andrew Carnegie|Carnegie, Andre], James Watt University Press of the Pacific (2001년) (1913년 판에서 다시 인쇄), ISBN 0-89875-578-6.
- Hills, Rev. Dr. Richard L., James Watt, Vol 1, His time in Scotland, 1736-1774 (2002년); Vol 2, The years of toil, 1775-1785; Vol 3 Triumph through adversity 1785-1819. Landmark Publishing Ltd, ISBN 1-84306-045-0.
- Marsden, Ben. Watt's Perfect Engine Columbia University Press (2002년, 뉴욕) ISBN 0-231-13172-0.
- Hulse David K (1999년): "The early development of the steam engine"; TEE Publishing, Leamington Spa, UK, ISBN, 85761 107 1; 127 - 152쪽.
- Hulse, David K., The development of rotary motion by steam power by steam power (TEE Publishing Ltd., Leamington, UK., 2001년) ISBN 1-85761-119-5

## 같이 보기
- 와트 증기 기관
- 와트